# Відкритий чемпіонат Австралії з тенісу 1971
Відкритий чемпіонат Австралії з тенісу 1971 — тенісний турнір, що проходив між 7 та 14 березня 1971 року на трав'яних кортах стадіону White City Stadium у Сіднеї, Австралія. Це був 59-ий чемпіонат Австралії з тенісу і перший турнір Великого шолома в 1971 році.

## Огляд подій та досягнень
Турнір спочатку було заплановано провести в Мельбурні, але його перенесли в Сідней за умовами спонсорської угоди з фірмою Dunlop. Це був 17-й і останній чемпіонат Австралії в Сіднеї. Дата турніру теж була зміщена з традиційного січня на грудень, щоб вписати його в розклад World Championship Tennis circuit — циклу змагань, альтернативного традиційному.
Уперше в чемпіонаті Австралії у всіх сетах, крім останнього, за потреби розігрувався тайбрейк.
В одиночному розряді чоловіків Кен Роузволл переміг минулорічного чемпіона Артура Еша. Роузволл виграв турнір без втрати жодного сета. Для нього це була третя перемога на чемпіонаті Австралії. Дві перші були ще в 1950-х роках, перед тим, як він перейшов у професіонали.
У жінок Маргарет Корт відстояла титул. Для неї це був 10-ий виграний чемпіонат Зеленого континенту, і 21-ий титул Великого шолома.

## Результати фінальних матчів

### Дорослі
| Одиночний розряд. Чоловіки Детальніше                         |                          |               |
| Кен Роузволл                                                  | Артур Еш                 | 6–1, 7–5, 6–3 |
|                                                               |                          |               |
| Одиночний розряд. Жінки Детальніше                            |                          |               |
| Маргарет Корт                                                 | Івонн Гулагонг           | 2–6, 7–6, 7–5 |
|                                                               |                          |               |
| Парний розряд. Чоловіки Детальніше                            |                          |               |
| Джон Ньюкомб Тоні Роч                                         | Том Оккер Марті Ріссен   | 6–2, 7–6      |
|                                                               |                          |               |
| Парний розряд. Жінки Детальніше                               |                          |               |
| Івонн Гулагонг Маргарет Корт                                  | Джилл Емерсон Леслі Гант | 6–0, 6–0      |
|                                                               |                          |               |
| Мікст '                                                       |                          |               |
| Між 1970-м та 1985-м змагання в цій категорії не проводилися. |                          |               |

## Виноски
1. ↑  1971 Men's Singles. Tennis Australia. Архів оригіналу за 29 січня 2011. Процитовано 16 серпня 2018.
2. ↑  1971 Women's Singles. Tennis Australia. Архів оригіналу за 17 січня 2013. Процитовано 16 серпня 2018.
3. ↑  1971 Men's Doubles. Tennis Australia. Архів оригіналу за 17 січня 2013. Процитовано 16 серпня 2018.
4. ↑  1971 Women's Doubles. Tennis Australia. Архів оригіналу за 17 січня 2013. Процитовано 16 серпня 2018.